# Waidring
Waidring is een gemeente in de Oostenrijkse deelstaat Tirol en maakt deel uit van het district Kitzbühel.
Waidring telt 1858 inwoners.
Bezienswaardig is de Pfarrkirche van Waidring.
Waidring, Hochfilzen, St. Jakob in Haus, St. Ulrich am Pillersee, Sankt Johann in Tirol en Fieberbrunn vormen één groot skigebied, het Pillerseetal.
Waidring is bereikbaar via de Loferer Straße (B 178).
Bij Unterwasser komt de Pillerseestraße (L 2) bij St. Ulrich am Pillersee – Sankt Jakob in Haus naar Fieberbrunn en sluit daar aan op de Hochkönig Straße (B 164).

## Externe links

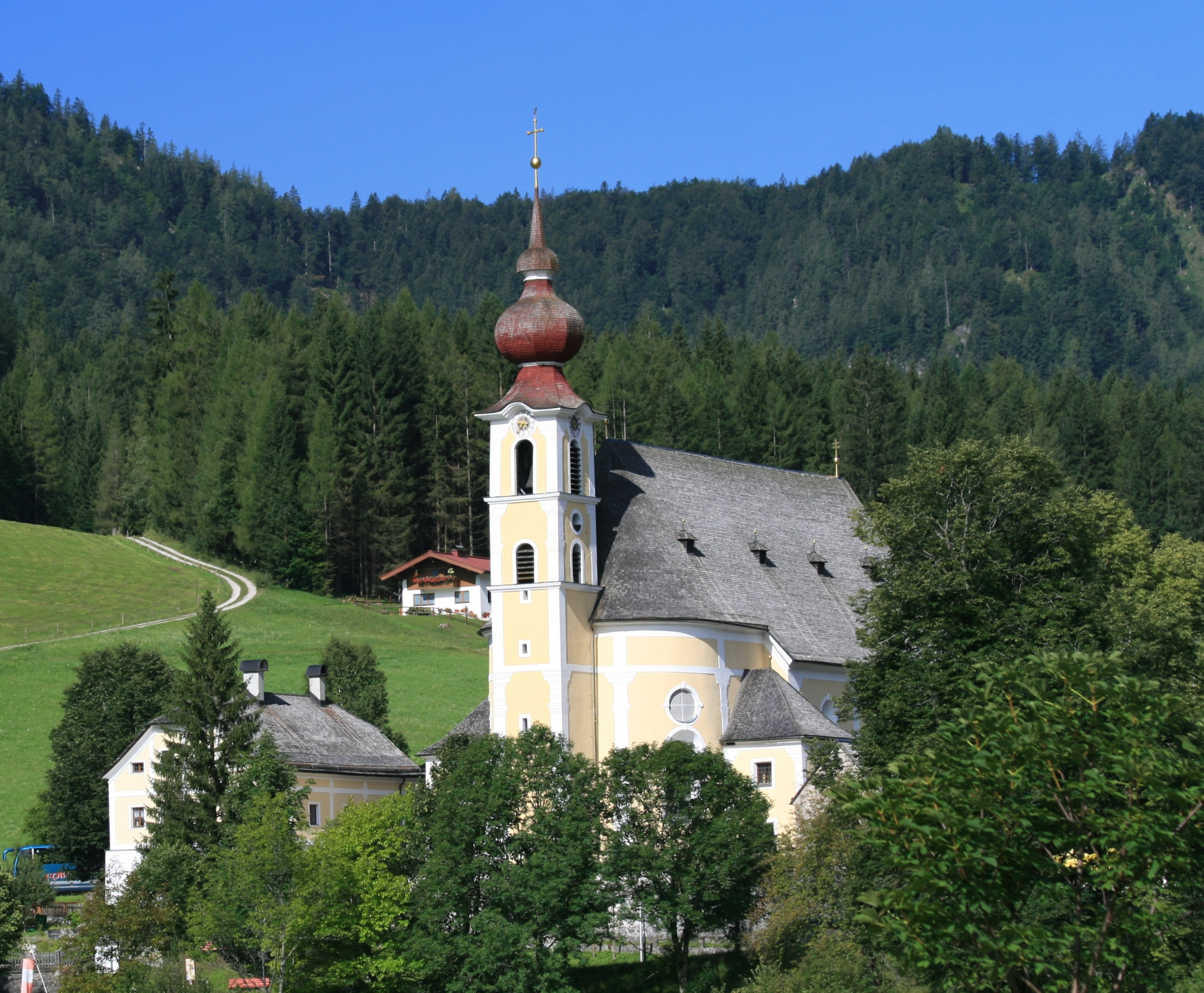
Pfarrkirche Waidring